# Flying Herkules
Flying Herkules, född 9 juni 1999, död 11 april 2022, var en svensk varmblodig travhäst.

## Bakgrund
Flying Herkules var en mörkbrun valack efter Lindy Lane och under Flying Grace (efter Pershing). Han föddes upp av Stable Flying Profit HB och ägdes av Eva Skoglund. Han tränades av Tommy Hanné (2001–2007), Timo Nurmos (2007–2009), Gabriella Laestander (2009–2010) och Olle Alsén (2011).
Flying Herkules tävlade mellan 2002 och 2011 och sprang in 4 943 486 kronor på 150 starter varav 24 segrar, 20 andraplatser och 19 tredjeplatser. Han tog karriärens största segrar i Gulddivisionens final (dec 2007), Östgötaloppet (2005), Silverdivisionens final (april 2004) och Ådalspriset (2005). Han kom även på andra plats i Jämtlands Stora Pris (2005).
Den 11 april 2022 bröt Flying Herkules benet efter en skada i sin hage, och tvingades att avlivas.